# Campanile del Duomo di Pistoia
Il campanile del duomo di Pistoia, risalente al XII secolo, fiancheggia la facciata della cattedrale sul lato sinistro.

## Descrizione
Nonostante le informazioni reperibili dall'Archivio del Capitolo della Cattedrale e dall'Archivio di Stato di Firenze siano risultate lacunose, ha ricevuto notevole credito la tesi, peraltro avvalorata dal Beani, secondo la quale il campanile della Cattedrale di Pistoia si presenterebbe oggi come il risultato della ristrutturazione, ad opera di Giovanni Pisano- come attestato dal Vasari- di un'antica torre longobarda. A supportare ulteriormente questa proposta contribuisce il fatto che la torre risulti insolitamente separata dalla Cattedrale di San Zeno e sia articolata in tre fasce sovrapposte, ciascuna delle quali caratterizzata da un particolare registro stilistico; procedendo dal basso verso l'alto: longobardo, pisano, pisano-lucchese.
Partendo dalla base si trovano tre piani privi di aperture, tra i quali il superiore ospita l'orologio, due aperti da bifore, tre movimentati da loggette e l'ultimo, il nono, contenente la cella campanaria corredata da cuspide, più volte rifatta a causa dei terremoti che colpirono la città in epoca tardo-medievale. Gli ultimi due piani, a ornamento del coronamento esterno, presentano una merlatura ghibellina a coda di rondine. Tra i materiali di costruzione si trovano, utilizzati alternatamente, il marmo verde serpentino e la pietra calcarea locale. La guglia in cotto e il tempietto che la sovrasta sono stati oggetto di rifacimento nei restauri dell'inizio del Novecento, che rimossero anche la mostra dell'orologio, liberando le caratteristiche bifore romaniche del primo piano. L'altezza totale del campanile, alla punta della croce, risulta di metri 66 e 85 cm. 
Il campanile del duomo di Pistoia si inserisce in una serie di torri campanarie con terrazze sommitali definite a loggetta, tra i quali si annovera anche la torre della chiesa di San Nicola a Pisa.